# 1250. grenadirski polk (Wehrmacht)
1250. grenadirski polk (izvirno nemško 1250. Grenadier-Regiment; kratica 1250. GR) je bil pehotni polk Heera v času druge svetovne vojne.

## Zgodovina
Polk je bil ustanovljen 4. marca 1945 v Potsdamu iz šolskih enot za obrambo Cottbusa. Istega meseca je bil preimenovan v 697. grenadirski polk.